# 1566 az irodalomban
Az 1566. év az irodalomban.

## Új művek
- Heltai Gáspár ezópuszi mesegyűjteménye: Száz Fabula, Mellyeket Ezopvsból és egyebünnen egybe gyútett, és öszve szörzett a fabulaknac ertelmével egyetembe[1]

## Születések
- 1566 – Pjetër Budi albán egyházi író, költő, fordító, az első albán nyelvű vallásos versek szerzője († 1622)

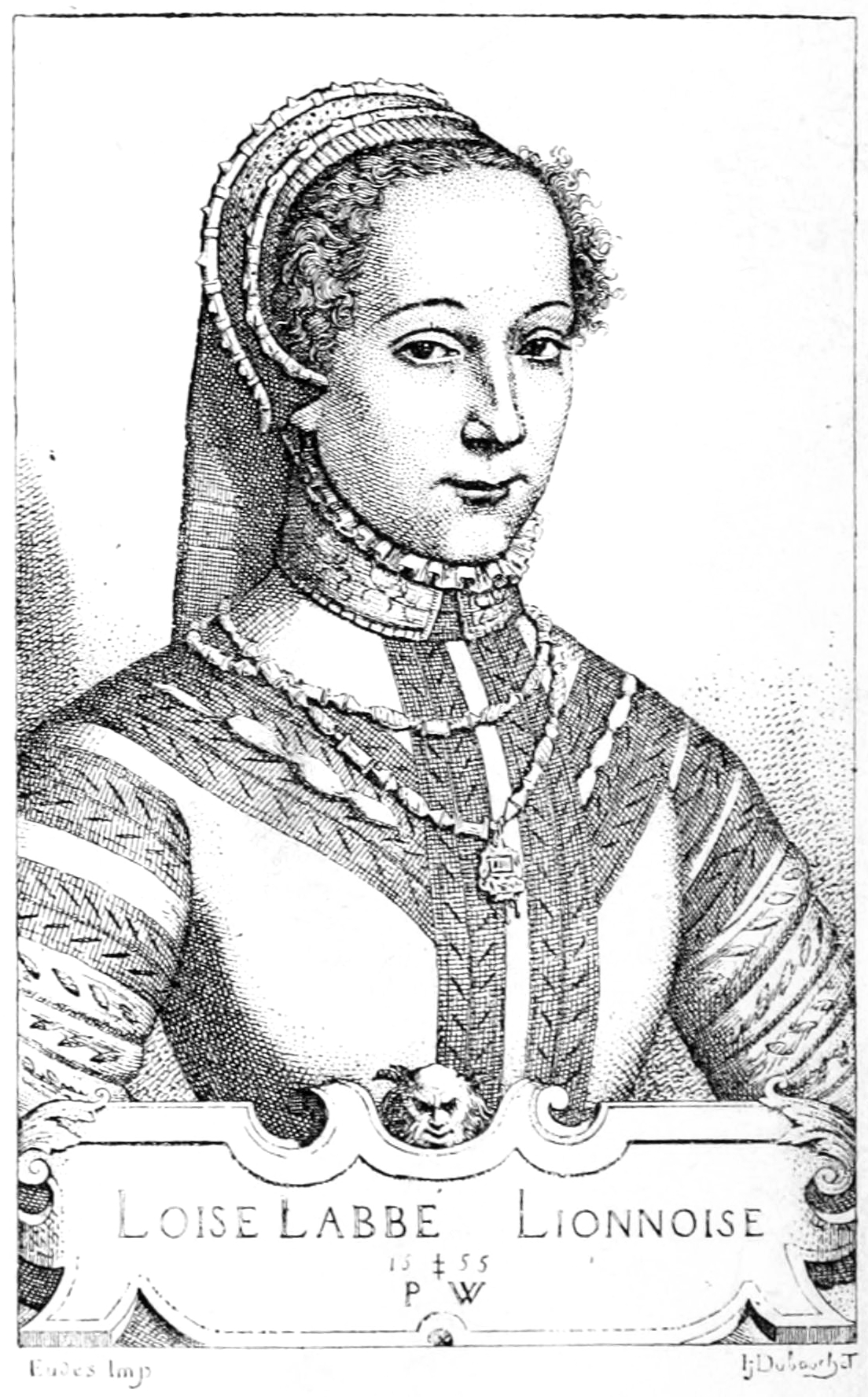
Louise Labé

## Halálozások
- április 25. – Louise Labé a reneszánsz korának francia költőnője (* 1524 ?[2])
- november 17. – Annibale Caro itáliai reneszánsz költő, műfordító (* 1507)